# Ondata di freddo del giugno 1491
Il mese di giugno 1491 rimase famoso per una straordinaria ondata di freddo sulla pianura padana. 

## Fatti
Dopo un inverno gelido, con congelamento dell'Arno e di quasi tutti i fiumi e i laghi del centro-nord Italia, ed una primavera non dissimile, all'inizio di giugno vi fu una ripresa invernale tra le maggiori ricordate per tale mese, comparabile per intensità solo al giugno 1793, quando successe un avvenimento simile.
Il 1º giugno cominciò a nevicare a Bologna, e fu un'intensa imbiancata, poiché secondo le cronache cadde un piede (32 cm) di neve. Il successivo 5 giugno fu il turno di Ferrara, ed in generale in quei giorni e al mattino vi furono gelate e brinate. Per comprendere l'eccezionalità dell'evento si tenga presente che nella pianura padana già la neve d'inizio maggio è rarissima: l'ultimo episodio a Bologna fu il 5 maggio 1861 con neve che si accumulò sui tetti e sui colli della città, secondo i dati dell'osservatorio.